# Buckleya
Genre
Classification APG III (2009)
Buckleya est un genre végétal regroupant des espèces d'arbustes à feuilles caduques hémiparasitaires de la famille des Santalaceae.

## Liste des espèces
- Buckleya distichophylla (Nutt.) Torr.
- Buckleya graebneriana
- Buckleya lanceolata